# Estación Dennehy
Dennehy es el nombre que recibe la estación ferroviaria de la localidad de Marcelino Ugarte, Partido de Nueve de Julio, provincia de Buenos Aires, Argentina.
La estación corresponde al Ferrocarril Domingo Faustino Sarmiento de la red ferroviaria argentina y está ubicada a 244,3 km de la estación Once.

## Servicios
Desde agosto de 2015 no se prestan servicios de pasajeros.
Sus vías están concesionadas a la empresa de cargas Ferroexpreso Pampeano.